# Psammomermis canterburiensis
Psammomermis canterburiensis är en rundmaskart som beskrevs av Poinar och Jackson 1992. Psammomermis canterburiensis ingår i släktet Psammomermis och familjen Mermithidae. Inga underarter finns listade i Catalogue of Life.